# Pavel Kalina
Pavel Kalina (* 25. července 1965 Praha) je český historik umění a architektury, který se zaměřuje na interdisciplinární výzkum dějin architektury a umění doby gotické, renesanční i barokní. Působí na Fakultě architektury ČVUT.

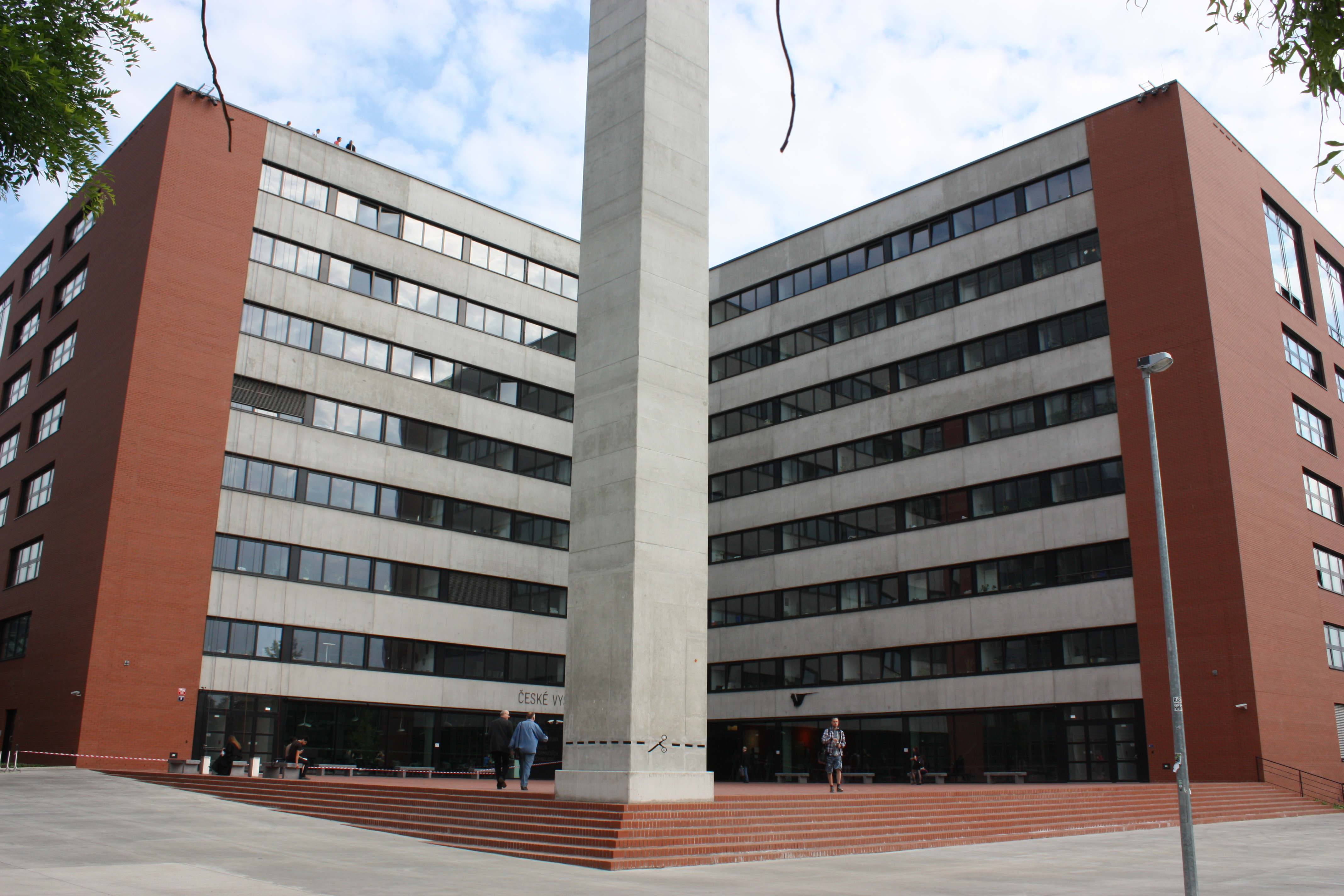
Fakulta architektury, ČVUT, Praha -Dejvice

## Odborná a akademická činnost
Pavel Kalina studoval národohospodářské plánování na Národohospodářské fakultě Vysoké školy ekonomické v Praze v letech 1983-1985 a Estetiku a dějiny umění na Filosofické fakultě Univerzity Karlovy v letech 1985-1989. Studium na FF UK zakončil diplomní prací na téma Architektonická plastika pražské parléřovské huti na Svatovítské katedrále. V letech 1993-1994 studoval Filosofii a dějiny umění na Central European University. V  roce 1995 obhájil disertaci na Ústavu teorie a dějin umění Akademie věd České republiky v oboru Teorie a dějiny výtvarných umění.
Od roku 1994 působil jako odborný asistent na Fakultě architektury ČVUT, kde mezi jeho spolupracovníky patřil například Dobroslav Líbal. Habilitoval se na Fakultě architektury ČVUT v roce 2001 prací Panovnické fundace v Čechách ve středověku. Roku 1999 obdržel stipendium Nadace Andrew W. Mellona a pobýval v Centru renesančních studií Harvardovy univerzity ve Florencii. Roku 2001 obdržel stipendium Samuela H Kresse a pobýval na Institut für Kunstgeschichte Vídeňské univerzity. Profesorem FA ČVUT v oboru Dějiny architektury a památková péče je od roku 2009. Téhož roku pobýval jako hostující profesor v Center for Advanced Studies in Visual Arts of the National Gallery, Washington D.C.
Další činnost (výběr):
- od roku 1996 – Pedagogická fakulta Jihočeské univerzity v Českých Budějovicích, výuka Dějin umění a dalších předmětů
- 1996-99 – spolupracovník časopisu Architekt
- od roku 1999 – člen redakční rady časopisu Acta Polytechnica ČVUT[5]
- 1999-2002, 2006-7 a 2008-9 – člen Akademického senátu Fakulty architektury ČVUT
- 2002-2008 – vedoucí Ateliéru arteterapie na Pedagogické fakultě Jihočeské univerzity v Českých Budějovicích[6]
- 2009/2010 – výuka Umění a náboženství na Ústavu pro filosofii a religionistiku Filosofické fakulty Univerzity Karlovy v Praze[7]
- člen Národního komitétu ICOMOS[8]
- přednášky mj. na RWTH Cáchy, TU Mnichov, Oxford University, TU Athény, La Sapienza Řím, Helwan University a Ain Shams University v Káhiře,[9] Univerzita Konštantína Filozofa v Nitře[10]

### Knižní publikace
- Ivana Kyzourová – Pavel Kalina, Strahovská obrazárna. Od gotiky k romantismu, Praha, Královská kanonie premonstrátů na Strahově, 1993.
- Praha 1310-1419. Kapitoly z dějin vrcholné gotiky, Praha, Libri, 2004.
- Dějiny středověké architektury, Praha, Nakladatelství ČVUT, 2005.
- Leonardo da Vinci and Benedikt Ried, Praha, Nakladatelství ČVUT, 2008.
- Benedikt Ried a počátky záalpské renesance, Praha, Academia, 2009.
- Praha 1437-1610. Kapitoly o pozdně gotické a renesanční architektuře, Praha, Libri, 2011.
- Umění a mystika. Od Hildegardy z Bingen k abstraktnímu expresionismu, Praha, Academia, 2013.
- Hluboké město: moderní metropole jako Druhý Řím, Praha, Academia, 2019.
- Antonín Barvitius: Plány a skici pro Palazzo Venezia v Římě, Praha, Nakladatelství ČVUT 2023.

### Články (výběr)
- Cordium penetrativa. An Essay on Iconoclasm and Image Worship around the year 1400, Umění 43, 1995, s. 247-257.
- Symbolism and Ambiguity in the Work of the Vyšší Brod (Hohenfurth) Master, Umění 44, 1996, s. 149-166.
- The "Přemyslovský" Crucifix of Jihlava, Stylistic Character and Meaning of a Crucifixus Dolorosus, Wallraf-Richartz-Jahrbuch 58, 1996, s. 35-64 (s I. Kyzourovou).
- Petr Parlers Inovations in St. Vitu’s cathedral in Prague, Acta polytechnica 37, 1997, s. 63-72.
- The Last Judgement of Rožmberk: Vision, Fear and Mandala Symbolism in the Late Middle Ages, Umění XLVII, 1999, s. 33-44.
- Nowy nagrobek sw. Wojciecha w katedrze sw. Wita w Pradze (The New Tombstone of St. Adalbert in St. Vitus Cathedral in Prague – in Polish), Ochrona zabytków LIII, 2000, č. 2, s. 194-198.
- Cruzifixus dolorosus: Zur Forschungslage und zur Begriffsbestimmung, mit einem Exkurs zum späten Michelangelo, Umění XLIX, 2001, s. 398-409.
- Color faciei: Court Aesthetics, Franciscan Theology, and Sculptor’s Pride in the Tombstone of Margaret of Brabant by Giovanni Pisano, The Source. Notes in the History of Art  XXI, č. 2, Winter 2002, s. 1-5.
- Giovanni Pisano, the Dominicans, and the Origin of the Crucifixi dolorosi, Artibus et historiae 24, 2003, č. 47, s. 83-103.
- Ut certatura videatur. Bohuslav Hasištejnský a Itálie (Ut certatura videatur: Bohuslav Hasištejnský and Italy), Sborník Národního muzea v Praze, řada A – Historie LXI, 2007, č. 1-2, č. 51-57.
- European Diplomacy, Family Strategies, and the Origin of Renaissance in Eastern and Central Europe, artibus et historiae XXX, 2009, č. 60, s. 173-190.
- Renesance nebo “renesance” ve střední Evropě? (Renaissance or “Renaissance” in Central Europe?), Historická Olomouc XVII, 2009, s. 15-24.
- in opere gotico unicus: The Hybrid Architectures of Jan Blažej Santini-Aichl and the Patterns of Memory in Post-Reformation Bohemia, Umění LVIII, 2010, č. 1, s. 42-56.
- Hericiis et leporibus: Giovanni Bellini´s St Jerome in Washington and the Idea of the Hermit´s Life in Italy and Central Europe in the Early 16th century, Umění LX, 2012, č. 5, s. 346-362.
- Space and Time: Some remarks on restorations of medieval Churches in 17th and 18th-Century Bohemia, in: Augusto Roca De Amicis – Claudio Varagnoli (ed.), Alla Moderna. Antiche chiese e rinnovamenti barocchi: una prospettiva europea / Old churches and baroque renovations: a european perspective. Atti del Convegno tenuto all’Accademia Nazionale di San Luca, Roma il 4 ottobre 2013, Roma 2015, pp. 193-214.
- Memorandum k obnovení mariánského sloupu na Staroměstském náměstí v Praze, Zprávy památkové péče 75, 2015, č. 3, s. 261-265.
- Carlo Fontana, Domenico Martinelli, and Georg Adam II of Martinitz: Architectural Design, Architectural Collaboration and Aristocratic Representation Around 1700, Umění LXIII, 2015, č. 1-2, s. 34-54.
- Carlo Fontana and Bohemia: architect’s vision and builder’s reality around 1700, in: Giuseppe Bonaccorso – Francesco Moschini (ed.), Carlo Fontana 1638-1714. Celebrato architetto, Roma 2017, s. 233-239.
- The New Solomon: Architecture as the Embodiment of State Ideology and Political Practice in Early Modern Prague, Umění LXV, 2017, č. 1, s. 26–36.
- Mystics and politics: Bernini’s Transverberation of St Teresa and its political meaning, The Sculpture Journal 27, 2018, č. 2, s. 193-204.
- Průmyslový palác na pražském výstavišti. Tradiční symbolika a moderní konstrukce, Staletá Praha 35, 2019, no. 1-2, pp. 2-25.
- La Transverberazione di Santa Teresa di Bernini: possibilità e limiti interpretativi,  Bolletino dell´Istituto Storico Ceco di Roma 12, 2020, s. 179-192.
- Heide Mannlová Raková a děkanský kostel Panny Marie v Mostě, in: Jitka Šrejberová (ed.), Příběh starého Mostu, Most 2020,  s. 69-80.
- Santini, Kinsky, and Montesquieu: Architect and Patron Between Palladianism and Romanism in the Early 18th century, Palladio. Rivista di storia dell´architetura e restauro N. S. 33, 2020, č. 65-66, s. 147-174.
- Socialistické baroko, Paměť a dějiny 16, 2022, č. 3, s. 76-86.
- Spazio e funzione. Il collegio praghese dei barnabiti nel contesto tipologico dei collegi italiani degli ordini religiosi durante il XVII secolo, Bolletino dell´Istituto Storico Ceco di Roma 13, 2022, s. 141-166.